# 馬庫阿族
馬庫阿人，也被稱為馬庫瓦人，是非洲東南部的一個民族，主要集中在莫桑比克北部和坦桑尼亞南部邊境省份，如姆特瓦拉區。他們是莫桑比克最大的族群，主要集中在贊比西河以北的大片地區。
據估計，馬庫阿人口總數約為350萬，可由社會層級和地區差異分為四個群組。他們講馬庫阿，這是一種班圖語族語言。其中超過100萬人講低級（南部）方言和約200萬高級（北部，洛美）方言版本。

## 歷史
在馬庫阿人的口頭傳統中，他們的祖先來自納穆利山是他們的原始住所，而其他生物則來自附近的山區。學者們不確定他們的起源是在納穆利山脈還是馬拉維湖西部，還是在坦桑尼亞或南部的北部地區。但他們同意，在公元1千年前，它們可能是莫桑比克北部地區一個既定的族群。他們與北方的穆斯林約奧族人有因販賣奴隸而衝突的歷史。

## 金屬製造業和貿易
馬庫阿人擁有金屬礦石加工和工具製造的歷史記錄。例如葡萄牙自然主義者Manuel Galvao da Silva描述了馬庫阿人的鐵礦。同樣，法國探險家Eugene de Froberville也總結了當地馬庫阿人的鐵礦生產方法，馬庫阿人通過在爐膛中加入木材燃燒來提取金屬。 然後將提取的金屬加工成軸，刀，矛，環和其他物品。
馬庫阿人傳統上一直致力於農業和狩獵，]但中世紀時代的文件表明，馬禪阿人也是成功的貿易商，他們控制著馬拉維湖和大西洋沿岸之間的貿易路線，與斯瓦希里人、古吉拉特語印度商人做生意。然而，在18世紀之前，馬庫阿人口主要用象牙和金屬製品交換食品，紡織品，鹽和其他產品，但他們並沒有參與象牙或黃金貿易。

## 奴隸和殖民主義
在16世紀初抵達莫桑比克的葡萄牙人描述他們的貿易關係和專業知識。 殖民定居者在16世紀初開始接觸馬庫阿人。 在十七世紀和大約十八世紀中期，馬庫阿人民與殖民地的葡萄牙人大致和平。然而，隨著種植園的增加，需要大規模殺死大象的象牙貿易急劇增加，特別是18世紀抓捕馬庫阿人的奴隸襲擊事件，馬庫阿人從1749年的消耗戰中報復 對抗葡萄牙人和那些支持殖民利益的民族，反對印度洋非洲海岸的蘇丹。
在18世紀初期，隨著葡萄牙人對巴西的興趣和來自加勒比地區，北美和南美的其他殖民帝國的種植園主的增長，對奴隸的需求急劇增長。馬庫阿人是這種需求的主要受害者之一，奴隸捕獲和出口企圖滿足這種需求。他們也是阿拉伯奴隸貿易其中一個抓捕對象。在成為奴隸襲擊和受到破壞的社區的受害者後，馬庫阿酋長加入了19世紀的利潤豐厚的貿易，
阿拉伯奴隸抓捕者和貿易商採取的策略之一是將馬庫阿社區公開定性為“野蠻和野蠻的部落”，這使得1800年至1880年間的奴隸買家感到有理由將其當成奴隸使用，事實上，莫桑比克的現代學指出者，馬庫阿人的歷史證據和經濟成就表明他們是和平和勤勞的。

## 宗教
馬庫阿人主要信仰他們的傳統宗教（66％至70％[29]），崇敬祖先和自然。沿海人口是例外，馬庫阿貿易商在斯瓦希里語-阿拉伯語商人的影響下轉換為沙菲儀遜尼派穆斯林。根據統治馬庫阿地區的19世紀葡萄牙殖民時期的記錄，在沿海定居點之外的馬庫阿人中幾乎沒有任何伊斯蘭存在。

## 馬庫阿人移民
在殖民時期，馬庫阿人廣泛分佈在世界各地。1847年由Eugene de Froberville發表了一篇經過研究的馬庫阿人民族志，他在毛里求斯種植園採訪並了解了來自三百多個莫桑比克的馬庫阿人的傳統和文化。
馬達加斯加的馬科亞人也是他們的分支。